# Xestia basistriga
Xestia basistriga là một loài bướm đêm trong họ Noctuidae.